# WorldPride

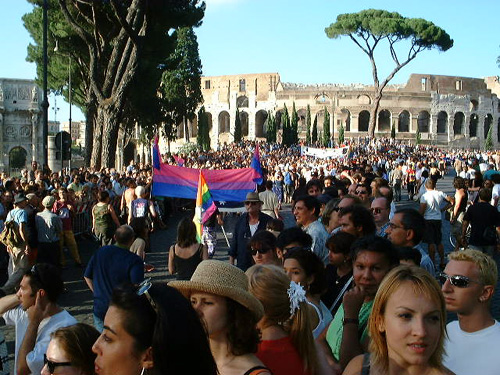
WorldPride 2000 in Rome

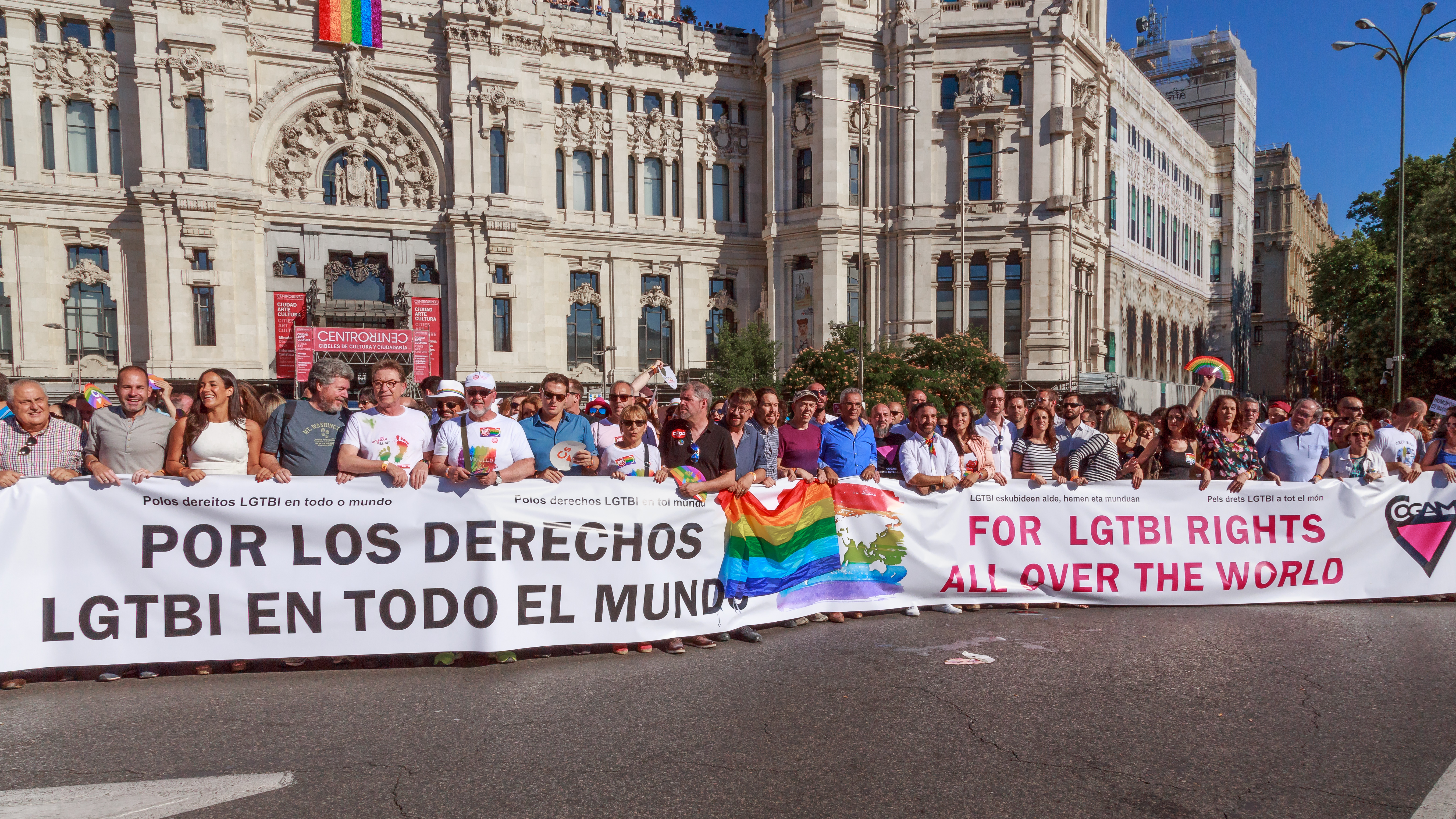
WorldPride 2017 in Madrid

WorldPride is een Gay Pride Parade die eens in de paar jaar in een grote stad ergens op de wereld gehouden wordt. De titel WorldPride wordt in licentie toegekend door de organisatie InterPride. Als een WorldPride in Europa plaatsvindt is dit tevens een EuroPride.
In 2026 zal het evenement voor het eerst in Nederland plaatsvinden.

## Ontwikkeling
De eerste WorldPride met deelnemers en vertegenwoordigers uit vele landen in de wereld was de WorldPride 2000 in Rome. In dat jaar vierde de Rooms-Katholieke Kerk tevens het Heilig Jaar, wat daardoor tot een grote controverse leidde.
De tweede WorldPride was voor augustus 2005 gepland in Jeruzalem, maar is uiteindelijk verschoven naar augustus 2006. In 2005 gingen in Amsterdam stemmen op om in 2010 te proberen ook een WorldPride te organiseren.
In oktober 2008 hebben zowel Londen als Stockholm hun kandidatuur ingediend bij InterPride. Beide wensten een WorldPride in 2012 te organiseren. In 2012 vond WorldPride plaats in Londen van 23 juni tot 8 juli, kort voor de Olympische Zomerspelen 2012.
In 2009 streden Toronto en opnieuw Stockholm voor de WorldPride-licentie voor 2014 tijdens de Algemene Vergadering van InterPride in Saint Petersburg (Florida). In 2014 ging de WorldPride naar Toronto (20 tot 29 juni).
Dankzij het succes van de EuroPride 2007 in Madrid in relatie tot het homohuwelijk en het grote aantal bezoekers van circa 2,5 miljoen, werd de Spaanse hoofdstad in 2012 uitverkoren om in 2017 de WorldPride te organiseren.
In september 2021 maakte de organisator van Pride Amsterdam bekend zich kandidaat te hebben gesteld voor het organiseren van de WorldPride in 2026, wanneer het 25 jaar geleden is dat in Amsterdam de eerste huwelijken tussen paren van gelijk geslacht gesloten werden. De kandidatuur werd in november 2022 door InterPride aan Amsterdam toegewezen, dat 59% van de stemmen kreeg, concurrent Orlando in Florida kreeg 37% van de stemmen.
Tevens besloot InterPride om de WorldPride van 2025 in de Amerikaanse hoofdstad Washington D.C. te houden, in plaats van in Kaohsiung in Taiwan, zoals oorspronkelijk bedoeld was. De organisatoren wilden het evenement "WorldPride Taiwan 2025" noemen, maar InterPride wilde rekening houden met China en vond dat het "WorldPride Kaohsiung 2025" moest heten, waarna de organisatoren hun kandidatuur introkken.

## Gaststeden van de WorldPride
| - 2000: Rome - 2006: Jeruzalem - 2012: Londen - 2014: Toronto - 2017: Madrid - 2019: New York | - 2021: Kopenhagen - 2023: Sydney - 2025: Washington D.C. - 2026: Amsterdam - 2028: Kaapstad |